# 洛朗謝半島

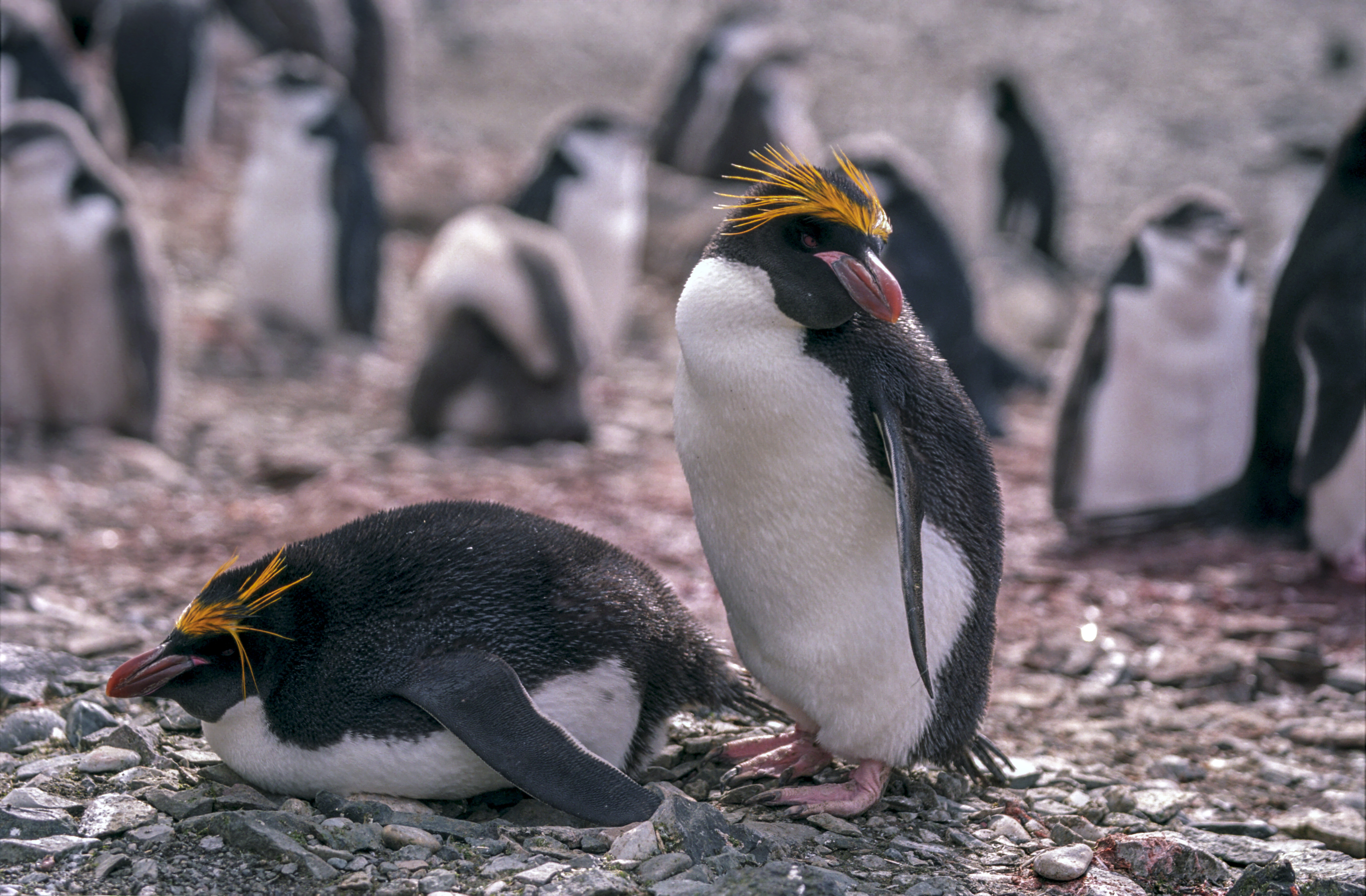

洛朗謝半島（法語：Péninsule Loranchet），是南極洲的半島，位於凱爾蓋朗群島，由法屬南部領地負責管轄，其中60平方公里地區被國際鳥盟列為重點鳥區。